# David Quesemand
 (mars 2020).
Si vous disposez d'ouvrages ou d'articles de référence ou si vous connaissez des sites web de qualité traitant du thème abordé ici, merci de compléter l'article en donnant les références utiles à sa vérifiabilité et en les liant à la section « Notes et références ».
David Quesemand est directeur de la photographie, réalisateur et photographe français.

## Biographie
Fils d'Anne Quesemand, David Quesemand est diplômé de l'Institut national supérieur des arts du spectacle (INSAS) de Bruxelles, en section image, en 1995. 
Il est membre de l'Association française des directeurs de la photographie cinématographique (AFC).
Son long-métrage Estherka, sorti en 2014, est un documentaire consacré à Esther Gorintin, dite « Estherka », qu'il suit au plus près depuis le moment où elle passe son premier casting pour le film Voyages (à 85 ans) puis au cours de sa riche carrière surprise sur une dizaine d'années.

## Filmographie

### Directeur de la photographie
- 1996 : Loin du front (Amants de Saint-Jean) (court métrage) d'Harold Manning
- 1997 : Bang Bang (court métrage) de Christophe Morin
- 1998 : Un accent parfait (court métrage) de Nicola Sornaga
- 1998-2000 : L’Épouvante, la boxe, le western (court métrage) de Frédéric Darie (3 × 3 min)
- 1998 : Il était une fois dans l’Oise (court métrage) de Christophe Morin
- 1999 : Chez Ali de Laurent Segall
- 2000 : Casting d'Emmanuel Finkiel
- 2000 : La Dernière Bibliothèque (court métrage) d'Alexis Dantec
- 2000 : Simon (court métrage) de Régis Roinsard
- 2000 : L’Homme au parapluie (court métrage) de David Fauche
- 2001 : Not for Sale de Yaël Bitton
- 2001 : Nonfilm de Quentin Dupieux
- 2002 : L’Essentiel est de participer de Laurent Segall
- 2002 : Varsovie-Paris (court métrage) d'Idit Cebula
- 2002 : Scotch (court métrage) de Julien Rambaldi
- 2002 : Grassroots (documentaire) d'Eric Wittersheim
- 2002 : Éblouissement (court métrage) de Franck Percher
- 2003 : Les 11 Commandements de François Desagnat et Thomas Sorriaux
- 2003 : Nicole et Daniel (court métrage) de David Fauche
- 2004 : Vigiles (court métrage) de Philippe Pollet-Villard
- 2005 : Candidats de Mohamed Ulad-Mohand
- 2005 : Paris, je t'aime (segment Quais de Seine de Gurinder Chadha)
- 2006 : On va s’aimer de Ivan Calbérac
- 2006 : Fragile(s) de Martin Valente
- 2006 : Cabotines (court métrage) de Zabou Breitman
- 2007 : Pierre (41) (documenteur) de Tristan Séguéla et Jimmy Halfon
- 2007 : C'est dur d'être aimé par des cons (documentaire) de Daniel Leconte
- 2007 : Parlez-moi de la pluie d'Agnès Jaoui
- 2008-2009 : La Pointe de la Douane de Serge Moati
- 2009 : Les Meilleurs Amis du monde de Julien Rambaldi
- 2009-2011 : Hercule contre Hermès de Mohamed Ulad-Mohand
- 2010 : Le Piège afghan téléfilm de Miguel Courtois
- 2011 : La Fleur de l'âge de Nick Quinn
- 2012 : Les Invincibles de Frédéric Berthe
- 2012 : François Hollande, comment devenir président ? de Stéphanie Kaïm
- 2012 : Anne Lauvergeon - L'Art de dire non (collection de documentaires de France 5 Empreintes) de Mohamed Ulad-Mohand
- 2012-2013 : Guillaume le Conquérant (docu-fiction) de Frédéric Compain
- 2012-2015 : Les Français c’est les Autres de Mohamed Ulad-Mohand et Isabelle Wekstein
- 2013 : Revox (court métrage) de Raphaël Haroche
- 2013 : Jeudi 15 heures (court métrage) de Léa Drucker
- 2013 : L’Immeuble de Pantin de Michèle Cohen
- 2014 : Fais pas ci, fais pas ça (série télévisée), 3 épisodes réalisés par Cathy Verney et Pascal Chaumeil
- 2015 : Les Vieux Amoureux de Colombe Schneck
- 2016 : Coup de foudre à Jaipur d'Arnaud Mercadier
- 2016 : Fais pas ci, fais pas ça (série télévisée), 4 épisodes réalisés par Cathy Verney et Michel Leclerc
- 2017 : Coup de foudre à Noël d'Arnaud Mercadier
- 2017 : Ces lignes qui parlaient au Ciel de Jean-Baptiste Erreca
- 2017 : SNCF, la fin d'un mythe ? de Frédéric Compain
- 2017 : Crimes parfaits de Christophe Douchand
- 2018 : Ronde de nuit d'Isabelle Czajka
- 2018 : Florence Aubenas, une femme libre de Raphaël Haroche
- 2018 : Balade sous les lumières de Chartres de Laëticia Carton
- 2019 : Elles ont toutes une histoire de Marie Drucker
- 2019 : Elliott Erwitt : Silence sounds good d'Adriana Lopez Sanfeliu
- 2019 : L'Affaire Caravage de Frédéric Biamonti
- 2019 : Balthazar de Tomer Sisley
- 2019 : La vie me va bien de Hadi Ulad-Mohand
- 2020-2021 : Les Derniers (websérie) de Sophie Nahum
- 2020 : Sauve qui peut l'Amour de Madeleine Sultan
- 2021 : Les Enfants de la Commune de Frédéric Compain
- 2021 : Cher Michael Haneke de Marie-Ève De Grave
- 2022 : Un petit miracle (long métrage) de Sophie Boudre
- 2022 : Claire Diterzi, habiter sa liberté de Coralie Martin
- 2022 : Dans les bois de Walden avec Henry David Thoreau (documentaire pour Arte) de Marie-Ève De Grave
- 2022 : Michel Gondry, Do It Yourself de François Néméta
- 2022 : In bed with Michel Gondry de François Néméta
- 2023 : Super Papa de Sophie Boudre

### Réalisateur
- 1994 : Ouest-Terne (20 min) coréalisé avec Eric Wittersheim
- 1995 : Pépette (15 min)
- 1997 : Allers-Retours à la Terre (52 min) coréalisé avec Eric Wittersheim
- 2000 : Le Voyage d'Esther (26 min)
- 2014 : Estherka (90 min)